# Symmacra baptata
Symmacra baptata är en fjärilsart som beskrevs av W. Warren 1897. Symmacra baptata ingår i släktet Symmacra och familjen mätare. Inga underarter finns listade i Catalogue of Life.